# بادام‌لی
بادام‌لی (به لاتین: Badamlı) یک منطقه مسکونی در جمهوری آذربایجان است که در شهرستان شاهبوز واقع شده است. بادام‌لی ۱۱۰۱ نفر جمعیت دارد.